# Pule Pheto
Pule Pheto (* 1966 in Soweto) ist ein südafrikanischer Jazz- und Improvisationsmusiker (Piano, Komposition) und Musikproduzent, der vor allem als Songwriter und Remixer breitenwirksam bekannt wurde.

## Leben und Wirken
Pheto, der aus einer musikalischen Familie stammt (sein Bruder ist der Bassist Gibo Pheto), spielte früh Schlagzeug. Im Alter von zwölf Jahren musste er mit seiner Familie nach London migrieren. Er erhielt Klavierunterricht und studierte am Goldsmith College. 
Pheto machte sich rasch einen Namen in der freien Szene Londons; er spielte mit Louis Moholos Viva la Black (Bra Louis – Bra Tebs) und mit Return2Roots, aber auch mit Evan Parker, Barry Guy, Thebe Lipere, Ntshuks Bonga, Lester Bowie, Claude Deppa, Francine Luce, Lefifi Tladi sowie Tumi Mogorosi. Für Beverly Knight schrieb er Songs wie Greatest Day, Cast All Your Cares, Down for the One, Flavour of the Old School und Rewind (Find a Way), die sich zu erfolgreichen Hits entwickelten. Auch arbeitete er für Elisha La’Verne und als Teil von 2B3 für Erykah Badu (Appletree: 2B3 Summer Vibes Mix).

## Diskographische Hinweise
- Barry Guy / Louis Moholo / Evan Parker / Gibo Pheto / Pule Pheto Bush Fire (Ogun 1996)
- Louis Moholo-Moholo Meets Mervyn Africa – Pule Pheto – Keith Tippett: Mpumi (Ogun 2002, rec. 1995)
- Louis Moholo-Moholo Unit: An Open Letter to My Wife Mpumi (Ogun 2009)